# إدوين هيكمان إيوينغ
إدوين هيكمان إيوينغ هو محامي وسياسي أمريكي، ولد في 2 ديسمبر 1809 في ناشفيل في الولايات المتحدة، وتوفي في 24 أبريل 1902 في مورفريسبورو في الولايات المتحدة. نشط حزبياً في حزب اليمين. وقد انتخب عضو مجلس نواب تينيسي ‏ وانتخب عضو مجلس النواب الأمريكي ‏.